# Angelo Poliziano

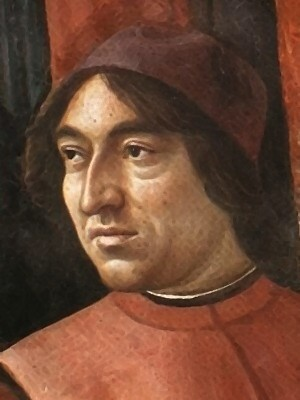
Angelo Poliziano

Angelo Poliziano, właściwie Angelo Ambrogini (ur. 14 lipca 1454, zm. 24 września 1494) – włoski pisarz i humanista. Jego rodzicami byli Benedetto Ambrogini i Antonia Salimbeni. Był poetą, filozofem i filologiem. Posługiwał się płynnie zarówno ojczystym językiem włoskim, jak i greką i łaciną. Kanclerz Florencji i profesor tamtejszego uniwersytetu, związany z dworem książąt Medici. Należał do kręgu Akademii Florenckiej. Jego dzieła to m.in. nieukończony, zapewne z powodu śmierci możnego protektora, pisany oktawą poemat Stanze per la giostra di Giuliano de’ Medici z 1494 i wystawiony w 1480 dramat Favola d’Orfeo. Przetłumaczył na łacinę fragmenty Iliady Homera, co było początkiem jego sławy. Poliziano napisał ponadto zbiór Miscellanea (1489), będący antologią glos do tekstów autorów starożytnych, czym zapoczątkował nowoczesną filologię klasyczną. Jego praca o prawach Justyniana spowodowała ożywienie zainteresowania prawodawstwem rzymskim. Jakkolwiek Poliziano był autorem również łacińskojęzycznym, przyczynił się on bardzo, wraz z Lorenzem de Medici, do emancypacji języka włoskiego.